# 칼 뮐러 (기업인)

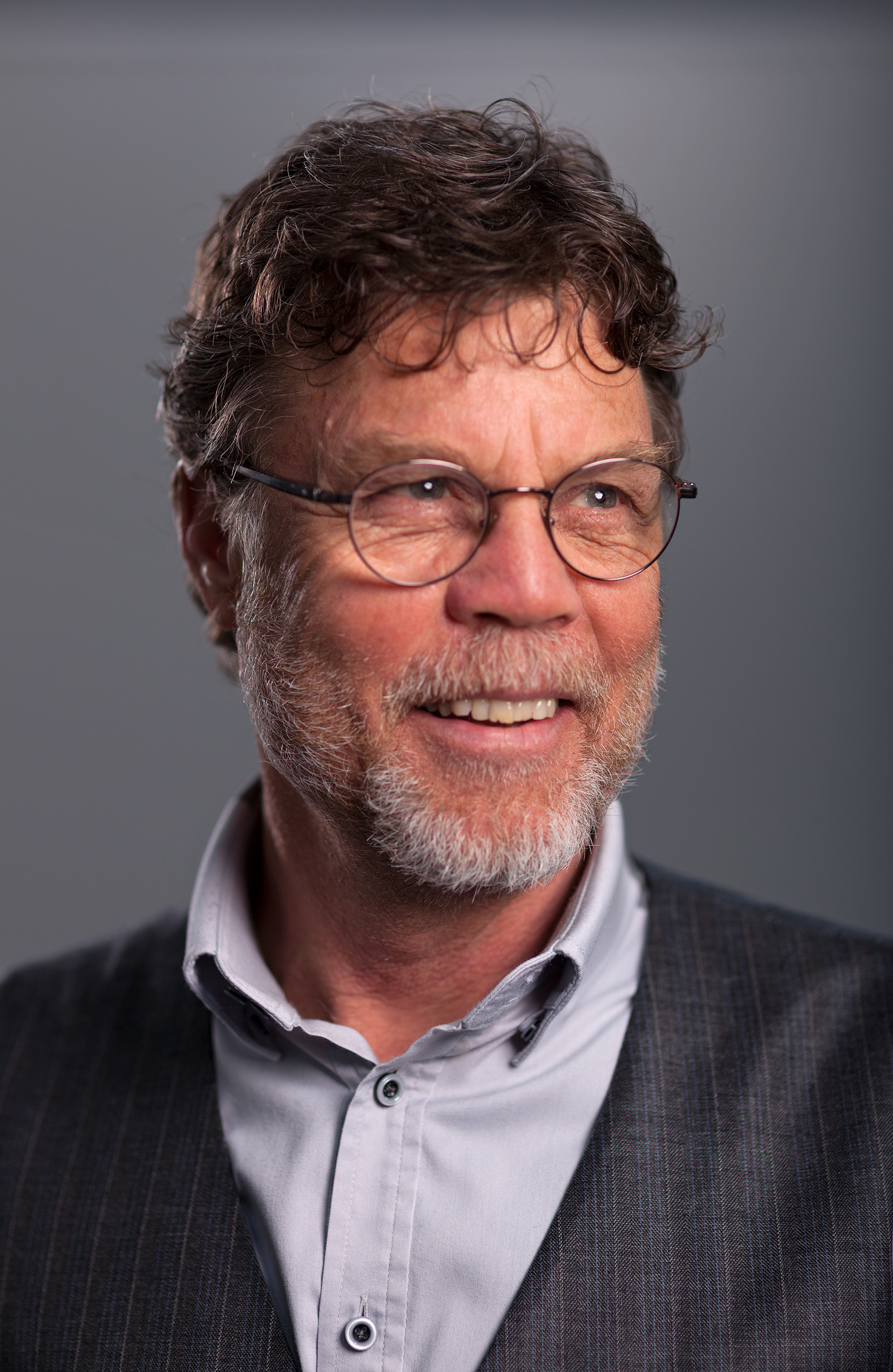
칼 뮐러 2016

칼 뮐러(Karl Müller, 1952년~ )는 스위스의 기업가이자 개발자이다. 현재 스위스 기분주식회사(kybun AG)의 최고경영자(CEO)이다.
1997년 '마사이 워킹 신발'이라 불린 MBT 신발을 개발해 세계적으로 1000만 켤레 이상을 팔며 성공을 거두었다. 이후 한국의 논바닥에서 창안한 부드럽고 탄력적인 밑창의 새로운 기능성신발을 개발했으나, MBT의 소주주들이 기존의 둥근 밑창만을 고집함에 따라 2006년 MBT를 매각하게 되었다. 자신이 새롭게 개발한 기능성신발 기분(kybun)으로 2007년 기분주식회사(kybun AG)를 창립했다. 

## 별명 '알프스 된장아저씨'
칼 뮐러가 가장 좋아하는 음식은 된장이다. 그는 자신의 고향이자 현재 거주지인 스위스에서 빵에 버터 대신 된장을 발라먹는다. 한국을 사랑하는 그의 삶은 2005년 KBS '인간극장'에서 '알프스 된장아저씨'라는 제목으로 방영되어 인기를 끌었다. 그는 지금도 한국인들에게 '알프스 된장아저씨'라는 별명으로 많이 불리고 있다.

## 출생 및 학업
1952년 11월 29일 스위스 투르가우(Thurgau) 칸톤의 록빌(Roggwil)에서 태어났다. 아버지는 록빌의 기계제작자였으며, 칼 뮐러는 트로겐(Trogen)에서 고등학교(Kantonsschule)를 다녔다. 취리히 연방공대(ETH Zürich)에서 기계공학을 전공했다. 1976년 전공 실습을 위해 처음 한국을 방문했다. 1979년 다시 한국을 방문해 서울대학교에서 국비장학생으로 공부를 시작했다. 하지만 그가 한국에 온지 7개월 째에 박정희 대통령이 암살되면서 대규모 시위로 인해 서울대학교에 휴교령이 내려지고 학업을 중단하게 되었다. 

## 사업가로서의 시작
이 사건 이후 1980년 칼 뮐러는 한국에서 직장을 찾게 된다. 틈새시장을 발견하고 호텔에 납품할 스위스 특산품을 수입하는 회사를 창설한다. 이후 수년간 한국에서 12개의 회사를 창립하여 레스토랑을 열고 섬유기계를 판매하며 한국에 스키를 처음으로 수입하는 무역상이 된다. 그가 손을 대는 모든 분야는 그에게 부를 안겨주었다.

## 우여곡절
성공에 대한 대가로 칼 뮐러는 정신적 신체적으로 소진되고 말았다. 건강을 회복하기 위해 1990년 그는 모든 회사를 처분하고 스위스의 고향으로 돌아갔다. 그곳에서 농장을 구입해 10년간 자급자족하는 삶을 살며 사립 비영리 거주형 재활원을 설립한다. 그러나 3년 후 자금이 바닥나며 7일장에서 객상(客床)으로 일하기 시작한다.

## MBT 개발 및  창립
한국에서 칼 뮐러는 점질토의 효과적인 특성을 발견한다. 물이 논에서 천천히 빠져나감에 따라 논바닥은 서있거나 걸어다니기에 아주 부드럽고 탄력적으로 되었다. 이때 그는 MBT를 착안하였다. 그는 연구에 착수했고 스스로가 실험 대상이 되어 이 개념을 발전시켜 나갔다. 1997년 칼 뮐러는 MBT 신발을 시장에 출시하며 ‘구르는 밑창’으로 신발업계에 혁신을 불러일으킨다. 이 구르는 밑창은 치료요법으로서 효과가 입증되어 오늘날 세계적으로 100여개가 넘는 업체에서 이를 따라하고 있다.

## 새로운 기능성신발 기분(kybun) 개발 및 창립
칼 뮐러는 논바닥 위에서 걷는 좋은 기분을 더 잘 재현할 수 있도록 계속해서 신발 연구에 매진했다. 그가 개발한 부드럽고 탄력 있는 밑창은 차세대 MBT 제품으로 개발되지 못하였는데, 이는 소주주들이 둥근 밑창만을 고집했기 때문이었다. 이에 따라 칼 뮐러는 자신이 창립했던 회사를 2006년 매각하고 떠나게 된다. 이 일은 기분(kybun)이라는 새 브랜드의 개발로 이어졌다. 2007년 칼 뮐러는 기분주식회사(kybun AG)를 창립하여 기분 신발, 기분 매트, 기분 트레드밀 등을 생산, 판매해오고 있다. 창립 당시 회사명은 기분, 신발 브랜드명은 키부트(kyBoot)였으나, 2018년부터 단일 브랜드명 기분(kybun)으로 통합했다. 스위스 신문 존탁스차이퉁(SonntagsZeitung)에 따르면 칼 뮐러는 스위스에서 가장 혁신적인 사업가들 중 한 명으로, 디자인의 역사를 새로 썼다고 평가받는다.

## KM재단법인
칼 뮐러는 가족과 함께 KM재단법인을 창설하고 자신의 수입 중 10%를 꾸준히 투자해 사회적 기여를 하고 있다. KM재단은 기독교 정신에 입각해 한국과 스위스는 물론 아프리카, 남미, 러시아, 동유럽 등 세계 곳곳의 사회적 약자를 돕고 있다. 그의 사업 목적은 “모든 사람들이 건강하고 행복한 세상을 만드는 것”이라고 한다.

## 가족 관계
한국인 배우자 고정숙 씨와의 사이에 2남2녀를 두었으며 처조카 2명과 앙골라 난민 1명을 함께 키웠다. 칼 뮐러와 그의 가족 이야기는 2005년 KBS '인간극장'에서 '알프스 된장아저씨'라는 제목으로 방영되어 인기를 얻었다.